# 壞蟑螂
《壞蟑螂》（又译作）是一款由Pulse Entertainment開發的冒险影像遊戲，1996年2月29日由Acclaim Entertainment發佈於Microsoft Windows與麥金塔平臺。遊戲的故事框架包含了弗朗茨·卡夫卡的《變形記》的一些典故。玩家需要操作蟑螂破解一系列的謎題以觸發遊戲劇情。

## 故事情节
故事發生在美國三藩市南沙灘方圓裡由埃迪·巴蒂托（Eddie Battito）經營的骯髒酒吧中，故事主人公羅傑·桑姆斯（Roger Samms）居住於此，身爲植物學家的他從曾經就職的科學公司非法挪用了用於開發蟑螂殺蟲劑的價值一百萬美金的研究貸款，計劃於今夜逃亡至墨西哥城開始新生活。在與其房東埃迪發生一段爭執後突然記起在幼年時從已逝去的媽媽安吉麗娜（Angelina）那裡得到的小飾品：一個形狀類似蟲子的小寶石盒子。羅傑在打開盒子時突然出現一段咒語，將羅傑變成一只蟑螂，並將其傳送到連結酒吧各處的神秘下水道系統中。為恢復人類原型，羅傑開始了他的冒險。他遍歷地下室（埃迪的臥室）、浴室、厨房、酒吧、自己的臥室並最終抵達他的研究室。在羅傑冒險的途中遇到很多危險，包括老鼠、垃圾處理裝置以及羅傑自己的寵物貓弗朗茨（Franz），但也受到其媽媽的神諭指引。
隨著遊戲流程進展，羅傑和埃迪的悲傷往事不斷被透露出來。羅傑的一生過得相當不如意：遺棄給一名虐待狂修女、年少時是被欺凌的主要目標以及研究失利後被上級嚴厲斥責。而埃迪的生活同樣悲慘：親愛的妻子（同樣也叫安吉麗娜）在分娩時死亡，將生下的兒子抛棄。在冒險的過程中，羅傑為保護小蟑螂將厨房裡通向煤氣灶的引火器熄滅，小蟑螂也反過來協助羅傑用勺子堵塞垃圾處理裝置。這一行為最終導致整個酒吧充滿了天然氣。羅傑關閉煙霧探測器，叫醒埃迪，然後回到他無意識身體的手中抓著的小盒子裡並恢復原型。
遊戲在酒吧爆炸之前安排了四個結局：
1. 埃迪成功逃出酒吧但羅傑被燒死。埃迪最終成為一名無家可歸的醉漢；
2. 羅傑成功逃出酒吧但埃迪被燒死。羅傑試圖外逃但被警察逮捕，被控謀殺埃迪並以刑事精神病人為名被押進收容所；
3. 兩人均未逃出酒吧，遊戲會出現安吉麗娜的靈魂敘述，告知玩家兩人已死亡，酒吧因市區重建被拆除，三人的靈魂常在這片夢想逝去的區域出沒；
4. 兩人均逃出酒吧。埃迪認出羅傑手上的小盒子，裏面裝有其妻子安吉麗娜的相片。兩人終於揭示過去的真相：埃迪和羅傑就是父子關係。兩人團聚後利用傾吞的貸款前往伯利茲旅游，埃迪在那裏買下一家新酒吧，羅傑則利用挪用的錢建立了一個小實驗室來研究蟑螂。

## 開發
《壞蟑螂》在開發時曾遭遇許多困難。導演溫尼·卡雷拉（Vinny Carrella）表示遊戲製作過程“陰霾重重”、“沒有快樂，只有痛苦”。儘管如此，遊戲最終與1996年2月29日發佈。

### 配樂
遊戲大量採用由美國電子工業氛圍樂團體Xorcist創作的的電子音樂作爲配樂。Xorcist也曾爲其他許多影像遊戲創作配樂，包括1993年的《鉄螺旋》。

## 評價
根據聯合製作人亞歷克斯·路易（Alex Louie）的表述，1996年的初版《坏蟑螂》取得商業性成功。在遊戲公開後不久，《Macworld》雜誌曾報導遊戲處於“穩定銷售”狀態。截至1997年12月，遊戲的銷售額已達到175,000份。路易曾在2004年説道：“我們能夠非常肯定，截至上架期結束之時，《坏蟑螂》已經賣出了200,000份。”
《坏蟑螂》也受到許多評論家的讚譽。為《電腦遊戲世界》雜誌撰文的阿恩·德博給予游戏4星評價。《MacAddict》雜誌給予遊戲最高評級“超級無敵棒”（"Freakin' Awesome"），其評論家凱西·塔菲爾（Kathy Tafel）称赞遊戲世界“很豐富”，遊戲“既有趣又令人噁心”。《Maximum》雜誌的評論家給予遊戲3星評價，認爲遊戲獨特、故事和圖像怪誕，儘管遊戲玩法有限，但體驗很引人注目。 然而，他也认为遊戲壽命是《壞蟑螂》的重大缺點所在。《Next Generation》雜誌給予遊戲3星評價並評論：“《壞蟑螂》並不是最佳的圖形冒險遊戲，但它怪癖荒誕的屬性早已邁開大步，這種人類懶惰的野蠻可怕之處是其他冒險遊戲所不願意涉及的。”《Adventure Gamers》遊戲網站給予原版遊戲4星評價，稱贊遊戲“完全原創的故事背景，奇妙的超現實氣氛和出色的圖形設計”，擁有“真正獨特的遊戲體驗”，但做出遊戲故事流程太短、影像錯誤百出、情節主線過於戲劇性的負面評價。
麥金塔遊戲雜誌《Inside Mac Games》曾提名《坏蟑螂》為1996年最佳冒險遊戲，但最終獎項頒給《泰坦尼克號：時間冒險》。《Macworld》雜誌則將1996年“最佳角色扮演遊戲”獎項頒給《坏蟑螂》。雜誌編輯史蒂芬·列維（Steven Levy）評價遊戲為“一次了不起的經驗”。
2011年，遊戲網站《Adventure Gamers》將《坏蟑螂》列為最佳冒險遊戲排名的第30位。

## 重製版
2004年12月10日，Got Game Entertainment發佈《壞蟑螂：重製版》（Bad Mojo Redux），遊戲中的所有影像都從原始鏡頭重新製作。不同於遊戲在1996年發行初版時只支援256色模式，重製版只支援真彩色模式。該模式能讓影像更清晰，色彩更豐富。重置版還包括一張額外的DVD，包含製作特輯、藝術畫廊等其他額外内容。
2014年7月3日，Steam將《壞蟑螂：重製版》添加到遊戲庫中。

## 外部連結
- 《壞蟑螂：重製版》在GOG.com上的條目 （页面存档备份，存于）（英文）
- 《壞蟑螂：重製版》在Steam上的條目 （页面存档备份，存于）（英文）